# Schloss Kilgis
Schloss Kilgis war ein Schloss in Kilgis, dem heutigen Krasnoarmeiskoje (Saretschje), Oblast Kaliningrad im ehemaligen Ostpreußen.

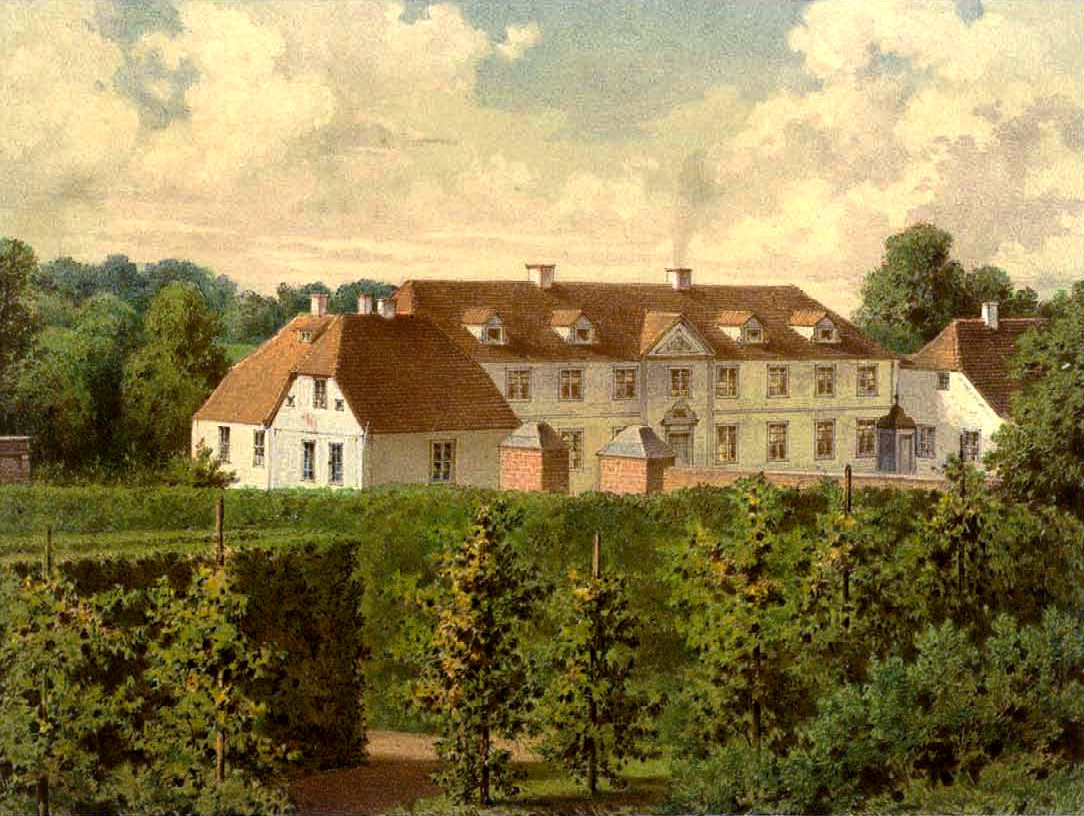
Schloss Kilgis um 1860, Sammlung Alexander Duncker

## Geschichte
Schon zur Zeit der Eroberung der Region durch den Deutschen Orden waren die Kalneins Besitzer. Der Hof Kalnein wurde später zu Klein-Kilgis. Klein-Kilgis und das benachbarte Sollau wurde 1440 dem Landrichter von Kalnein übertragen. Um 1652 ließ Generalleutnant von Kalnein das bestehende Wohnhaus erweitern und ließ dabei ein zweites Stockwerk aufstocken und das Haupthaus durch zwei Seitenflügel vergrößern. Kilgis und seine Vorwerke, u. a. Vorwerk Carlshof, wurden durch Lindenalleen verbunden. Graf Leopold von Kalnein, der Komtur des Johanniterordens und Obermarschall von Preußen wurde, ließ das Anwesen durch einen dritten Flügel erweitern.
Das alte Schloss wurde 1910 abgerissen und durch einen Neubau im Stil des Neobarock ersetzt, der 1923 abbrannte und in verkleinerter Form restauriert wurde. Der Schlosspark umschloss einen Friedhof mit einem Mausoleum der von Kalnein.
In der Wirtschaftskrise der 1930er Jahre musste die Familie die Teile des Guts einzeln verkaufen. Kilgis und Vorwerk Carlshof kam in Besitz von Anton Thiedemann und Bruno Baltzer. Während des Zweiten Weltkriegs brannte das beschossene Schloss aus.